# Bosroger
Bosroger – miejscowość i gmina we Francji, w regionie Nowa Akwitania, w departamencie Creuse.
Według danych na rok 1990 gminę zamieszkiwało 80 osób, a gęstość zaludnienia wynosiła 11 osób/km² (wśród 747 gmin Limousin Bosroger plasuje się na 521. miejscu pod względem liczby ludności, natomiast pod względem powierzchni na miejscu 611.).